# Eugenia pterocarpa
Eugenia pterocarpa là một loài thực vật có hoa trong Họ Đào kim nương. Loài này được Baill. mô tả khoa học đầu tiên năm 1876.